# Regina Jacobs
Regina Jacobs (née le 28 août 1963 à Los Angeles) est une athlète américaine, spécialiste du demi-fond.

## Carrière
Au printemps 2003, à la suite des investigations de l'affaire Balco, son nom apparaît dans une liste de clients du laboratoire fournissant stéroïdes et hormones de croissance à certains sportifs.
À la suite d'un contrôle antidopage positif en 2003, Regina Jacobs a été suspendue quatre ans et a alors mis fin à sa carrière sportive.

## Palmarès

### Championnats du monde d'athlétisme
- Championnats du monde d'athlétisme de 1997 à Athènes,  Grèce
  -  Médaille d'argent sur 1500 mètres
- Championnats du monde d'athlétisme de 1999 à Séville,  Espagne
  -  Médaille d'argent sur 1500 mètres

### Championnats du monde d'athlétisme en salle
- Championnats du monde d'athlétisme en salle de 1995 à Barcelone,  Espagne
  -  Médaille d'or sur 1500 mètres
- Championnats du monde d'athlétisme en salle de 1999 à Maebashi,  Japon
  -  Médaille de bronze sur 3000 mètres
- Championnats du monde d'athlétisme en salle de 2003 à Birmingham,  Royaume-Uni
  -  Médaille d'or sur 1500 mètres

### Autres
Championne des États-Unis à 24 reprises, du 800 mètres au 5000 mètres, ainsi qu'en cross-country.

## Records
Regina Jacobs a été détentrice du record du monde du 1500 mètres en salle, avec un temps de 3 min 59 s 98, réalisé à Boston, le 1er février 2003. Elle est ainsi la première femme sous les 4 minutes dans cette discipline.